# Obyvatelstvo Třebíče

Graf růstu počtu obyvatel mezi lety 1655 a 2009

Tento článek pojednává o vývoji počtu obyvatel v Třebíči a blízkém okolí.

## Dějiny
Třebíč má 17 místních částí, nejvíce obyvatel, a to 16 657 v roce 2001, žilo v části Nové Dvory, v roce 2011 pak žilo nejvíce obyvatel opět v této části, ale oproti předchozímu součtu v roce 2001 proběhl pokles o přibližně 2000 obyvatel, v roce 2011 jich v části Nové Dvory žilo 14 443. Podle údajů českého statistické úřadu žilo v této části v roce 1980 pouze 7 929 obyvatel, to znamená, že za 11 let se počet obyvatel zdvojnásobil. Tento jev se přičítá stavbě Jaderné elektrárny Dukovany. Nejméně obyvatel v roce 2001 žilo v Řípově, pouhých 68 obyvatel, pouhých 88 obyvatel žilo i v místní části Sokolí.
Mezi lety 1850–1920 byl průměrný přírůstek obyvatelstva 1532 obyvatel za 10 let. Od roku 1930 je patrná míra populační expanze. Mezi lety 1970 a 1991 je již velice patrný nárůst obyvatelstva kvůli výstavbě Jaderné elektrárny Dukovany. V tomto období narostl počet obyvatelstva o 15 800 obyvatel za 21 let. Tento nárůst je také spojen s výstavbou velkých sídlišť na severu města.
Nejvyšší přirozený přírůstek od roku 1970 byl mezi lety 1981 a 1982, zde se projevují tzv. silné ročníky. Od roku 1982 do roku 1985 bylo zaznamenané největší snížení přirozeného přírůstku obyvatel, další roky se přirozený přírůstek snižuje pouze pozvolně.
Mezi lety 2015 a 2016 došlo k meziročnímu poklesu počtu obyvatel v městě Třebíči o 239 obyvatel, došlo k jejich odstěhování do jiných měst. V lednu roku 2017 bylo oznámeno, že v roce 2016 došlo v Třebíči celkem k 1194 trestným činům, kdy objasněno bylo 766 činů, tj. je objasněnost 64,15 %. Celkem z nich bylo 120 trestných činů násilného charakteru, kde objasněnost byla 75,83 %.

## Národnostní dělení
Město Třebíč je známé svým Židovským městem, podle Fišera se cizí národní příslušníci začali do města Třebíče stěhovat již za vlády Pernštějnů, více však až za vlády Smila Osovského z Doubravice. Na začátku 17. století se v purkrechtních knihách města objevují záznamy o koupi 12 domů ve Vnitřním městě a o koupi 10 domů na Stařečce Němci. Malovaný dům, tehdy zvaný Františkovský, patřil nejzámožnějšímu italskému občanovi, Františku Kaligardovi (it. Calligardo), v dalších třebíčských čtvrtích žilo dalších 10 Italů. Ve městě se usadilo také asi 5 Slováků, mezi nimi kupec Janek Strážnický a Januš Slovák, tito vlastnili domy na náměstí. Na začátku 17. století se také začalo rozvíjet židovské město a v roce 1601 se také objevují zmínky o židovské škole. Do této doby existovala pouze židovská ulice. V letech 1656 a 1657 do Třebíče přichází hodně Čechů, protože se zde mohou uchytit jako nekatolíci. Podle knih z let 1657 až 1660 emigrovalo asi 20–30 rodin do Uher.
V roce 2021 začaly působit v Třebíči dva preventisté pro práci s obyvateli romské národnosti.

## Sčítání lidu 2001

Rozdělení počtu obyvatel dle městských částí v Třebíči k roku 2001

V okrese Třebíč žilo v roce 2001 celkem 117 367 obyvatel, z toho bylo nejvíce obyvatel s českou a moravskou národností, českou národnost při sčítání lidu v roce 2001 přiznalo 100 126, moravskou přiznalo 12 793 obyvatel. V okrese Třebíč dále žilo 21 obyvatel se slezskou národností, 940 obyvatel se slovenskou, 78 obyvatel romskou, 52 obyvatel s polskou, 31 obyvatel s německou, 47 obyvatel s ruskou národností, 139 obyvatel s ukrajinskou národností a 88 obyvatel s vietnamskou národností. Obyvatel s ostatními zjištěnými národnostmi bylo 338 a obyvatel s nezjištěnou národností 2 714.
Při sčítání lidu v roce 2001 se 22 246 (tj. 57,01 %) obyvatel zapsalo jako bez vyznání, 12 266 (31,43 %) jako věřící a 4 509 (11,56 %) se k otázce nevyjádřilo. 10 691 věřících se přihlásilo k římskokatolické církvi, která má ve městě několik kostelů, sídlí zde Děkanství třebíčské a Katolické gymnázium. Druhou nejpočetnější církví je Českobratrská církev evangelická, k níž se přihlásilo 388 obyvatel, ve městě sídlí její sbor. Po ní následuje Církev československá husitská se 166 věřícími, její modlitebna je bývalou synagogou. Dále následují Svědkové Jehovovi (110 obyvatel) a Pravoslavná církev v Českých zemích a na Slovensku (67 obyvatel), která má v Třebíči také malý kostel, který je v současné době obsluhován popem. V roce 2011 proběhlo další sčítání lidu, celkem 12 562 (tj. 33,95 %) obyvatel se zapsalo jako bez vyznání, 8 947 (tj. 24,18 %) obyvatel se zapsalo jako věřící a celkem 15485 (tj. 41,85 %) obyvatel se k otázce víry nevyjádřilo. Nejpočetnější církví zůstala římskokatolická církev – 5 013 obyvatel, druhou nejpočetnější zůstala Českobratrská církev evangelická, k níž se přihlásilo 233 obyvatel a třetím nejčastějším vyznání zůstala Církev československá husitská se 104 přihlášenými.

## Sčítání lidu 2011
Dle sčítání lidu 2011 ve městě Třebíč žilo celkem 36 998 obyvatel, z toho bylo nejvíce obyvatel s českou a moravskou národností, českou národnost při sčítání lidu v roce 2011 přiznalo 21 245, moravskou přiznalo 5 266 obyvatel. V Třebíči dále žili 2 obyvatelé se slezskou národností, 250 obyvatel se slovenskou, 16 obyvatel s romskou, 15 obyvatel s polskou, 7 obyvatel s německou, 74 obyvatel s ukrajinskou národností a 68 obyvatel s vietnamskou národností. Obyvatel s nezjištěnou národností bylo v Třebíči 8 779.

## Současnost
Mezi lety 2015 a 2016 došlo k meziročnímu poklesu počtu obyvatel v městě Třebíči o 239 obyvatel, došlo k jejich odstěhování do jiných měst. V lednu roku 2017 bylo oznámeno, že v roce 2016 došlo v Třebíči celkem k 1194 trestným činům, kdy objasněno bylo 766 činů, tj. je objasněnost 64,15 %. Celkem z nich bylo 120 trestných činů násilného charakteru, kde objasněnost byla 75,83 %. V roce 2018 se v Třebíči narodilo 1255 dětí a zemřelo 728 osob, celkem se v Třebíči uskutečnilo 205 sňatků. Mezi lety 2021 a 2020 Třebíč ztratila celkem 61 obyvatel.

V následujících letech se z důvodu dostavby jaderné elektrárny Dukovany předpokládá nárůst počtu obyvatel v oblasti Třebíče a okolí, nejvíce by mělo přibýt 1453 obyvatel v roce 2034.

Věková struktura obyvatel obce Třebíč roku 2011
Rodinný stav obyvatel obce Třebíč roku 2011
Vzdělání obyvatel obce Třebíč roku 2011

## Demografické údaje
Údaje pro město Třebíč se dochovaly od roku 1655. V letech 2006–2009 byli započteni i veškeří cizinci.
| Rok sčítání | Počet obyvatel | Absolutní přírůstek | Procentuální přírůstek |
| ----------- | -------------- | ------------------- | ---------------------- |
| 1655        | 845            | 845                 | -                      |
| 1763        | 3149           | 2304                | 272,66                 |
| 1772        | 3439           | 290                 | 9,21                   |
| 1791        | 4743           | 1304                | 37,92                  |
| 1799        | 5010           | 267                 | 5,63                   |
| 1830        | 6005           | 995                 | 19,86                  |
| 1835        | 6731           | 726                 | 12,09                  |
| 1843        | 6803           | 72                  | 1,07                   |
| 1849        | 7800           | 997                 | 14,66                  |
| 1850        | 8002           | 202                 | 2,59                   |
| 1869        | 10 328         | 2326                | 29,07                  |
| 1880        | 11 999         | 1671                | 16,18                  |
| 1890        | 13 726         | 1727                | 14,39                  |
| 1900        | 15 309         | 1583                | 11,53                  |
| 1910        | 16 347         | 1038                | 6,78                   |
| 1921        | 17 191         | 844                 | 5,16                   |
| 1930        | 17 555         | 364                 | 2,12                   |
| 1950        | 20 257         | 2702                | 15,39                  |
| 1960        | 20 387         | 130                 | 0,64                   |
| 1965        | 19 142         | -1245               | -6,11                  |
| 1970        | 22 555         | 3413                | 17,83                  |
| 1980        | 29 017         | 6462                | 28,65                  |
| 1985        | 36 008         | 6991                | 24,09                  |
| 1991        | 38 355         | 2347                | 6,52                   |
| 1998        | 39 854         | 1499                | 3,91                   |
| 2001        | 39 021         | -833                | -2,09                  |
| 2002        | 38 877         | -144                | -0,37                  |
| 2003        | 38 785         | -92                 | -0,24                  |
| 2005        | 38 715         | -70                 | -0,18                  |
| 2006        | 38 915         | 200                 | 0,52                   |
| 2007        | 38 882         | -33                 | -0,08                  |
| 2008        | 38 851         | -31                 | -0,08                  |
| 2009        | 38 678         | -173                | -0,45                  |
| 2010        | 38 156         | -522                |                        |
| 2011        | 37 842         | -314                |                        |
| 2012        | 37 575         | -267                |                        |
| 2013        | 37 324         | -251                |                        |
| 2014        | 37 095         | -229                |                        |
| 2015        | 36 880         | -215                |                        |
| 2016        | 36 641         | -239                |                        |
| 2017        | 36 330         | -311                |                        |
| 2018        | 36 050         | -280                |                        |
| 2019        | 35 691         | -359                |                        |
| 2020        | 35 451         | -240                |                        |
| 2021        | 35 107         | -344                |                        |
| 2022        | 34 415         | -692                |                        |
| 2023        | 34 712         | +297                |                        |
| 2024        | 34 797         | +85                 |                        |
| 2025        | 34 530         | -267                |                        |